# Lista liderów Polskiej Ligi Koszykówki w zbiórkach
Lista liderów Polskiej Ligi Koszykówki w zbiórkach – zawiera spis liderów Polskiej Ligi Koszykówki w zbiórkach, zarówno pod względem średniej, jak i ich łącznej sumy w poszczególnych fazach rozgrywek (całego sezonu, sezonu regularnego, play-off).
Statystyki nie są pełne, ze względu na brak źródeł umożliwiających ich komplementarne ustalenie w latach sprzed powstania spółki PLK.

## Liderzy całego sezonu PLK w zbiórkach
(rekordy zostały pogrubione)
| Zawodnik (X) | Zawodnik (X) | Oznacza kolejny tytuł lidera uzyskany przez tego samego zawodnika | Oznacza kolejny tytuł lidera uzyskany przez tego samego zawodnika | Oznacza kolejny tytuł lidera uzyskany przez tego samego zawodnika | Oznacza kolejny tytuł lidera uzyskany przez tego samego zawodnika | Oznacza kolejny tytuł lidera uzyskany przez tego samego zawodnika |

| Sezon   | Zawodnik           | Zespół                           | Zbiórki |
| ------- | ------------------ | -------------------------------- | ------- |
| 2003/04 | Tomas Masiulis     | Trefl Prokom Sopot               | 266     |
| 2004/05 | Eric Taylor        | Polonia Warszawa                 | 242     |
| 2005/06 | Damien Kinloch     | Polpharma Starogard Gdański      | 305     |
| 2006/07 | Sani Ibrahim       | Znicz Jarosław/Unia Tarnów       | 351     |
| 2007/08 | Eric Hicks         | Polpak Świecie                   | 299     |
| 2008/09 | Filip Dylewicz     | Trefl Prokom Sopot               | 294     |
| 2009/10 | Darrell Harris     | Kotwica Kołobrzeg                | 306     |
| 2010/11 | Darrell Harris (2) | Kotwica Kołobrzeg                | 285     |
| 2011/12 | Darrell Harris (3) | Kotwica Kołobrzeg                | 440     |
| 2012/13 | Darrell Harris (4) | AZS Koszalin                     | 308     |
| 2013/14 | Kirk Archibeque    | Rosa Radom                       | 285     |
| 2014/15 | Ovidijus Galdikas  | Asseco Gdynia                    | 319     |
| 2015/16 | Michael Fraser     | Polfarmex Kutno                  | 338     |
| 2016/17 | Shawn King         | BM Slam Stal Ostrów Wielkopolski | 373     |
| 2017/18 | D.J. Shelton       | MKS Dąbrowa Górnicza             | 341     |
| 2018/19 | Shawn King         | BM Slam Stal Ostrów Wielkopolski | 358     |

| Sezon     | Zawodnik           | Zespół                           | Śr.   |
| --------- | ------------------ | -------------------------------- | ----- |
| 1996/97   | Joe McNaull        | Spójnia Stargard                 | 13,2  |
| 1997/98   | Ronnie Thompkins   | Zagłębie Maczki Bór Sosnowiec    | 11,2  |
| 1998/99   | Chris Sneed        | Stargard/Stal Ostrów             | 12    |
| 1999/2000 | Joe McNaull        | Śląsk Wrocław                    | 8,1   |
| 2000/01   | Ivano Newbill      | Pogoń Ruda Śląska                | 10,6  |
| 2001/02   | Roderick Smith     | Pogoń Ruda Śląska                | 12,7  |
| 2002/03   | Chris Sneed        | Noteć Inowrocław                 | 9,8   |
| 2003/04   | Souleymane Wane    | AZS Koszalin                     | 10,15 |
| 2004/05   | Michael Ansley     | Unia Tarnów                      | 8,04  |
| 2005/06   | Damien Kinloch     | Polpharma Starogard Gdański      | 10,52 |
| 2006/07   | Sani Ibrahim       | Znicz Jarosław/Unia Tarnów       | 9,75  |
| 2007/08   | Chris Daniels      | Kotwica Kołobrzeg                | 9,36  |
| 2008/09   | Ousmane Barro      | Victoria Górnik Wałbrzych        | 10,12 |
| 2009/10   | Darrell Harris     | Kotwica Kołobrzeg                | 11,33 |
| 2010/11   | Darrell Harris (2) | Kotwica Kołobrzeg                | 11,88 |
| 2011/12   | Darrell Harris (3) | Kotwica Kołobrzeg                | 11,58 |
| 2012/13   | Darrell Harris (4) | AZS Koszalin                     | 8,56  |
| 2013/14   | Kevin Johnson      | Polpharma                        | 12    |
| 2014/15   | Kevin Johnson (2)  | Polfarmex Kutno                  | 10,27 |
| 2015/16   | Kirk Archibeque    | PGE Turów Zgorzelec              | 9,83  |
| 2016/17   | Shawn King         | BM Slam Stal Ostrów Wielkopolski | 10,36 |
| 2017/18   | D.J. Shelton       | MKS Dąbrowa Górnicza             | 10,03 |
| 2018/19   | Shawn King         | BM Slam Stal Ostrów Wielkopolski | 10,85 |

## Liderzy sezonu zasadniczego PLK w zbiórkach
| Sezon   | Zawodnik           | Zespół                           | Śr.   |
| ------- | ------------------ | -------------------------------- | ----- |
| 2003/04 | Souleymane Wane    | AZS Koszalin                     | 9,58  |
| 2004/05 | Brandon Brown      | Noteć Inowrocław                 | 8     |
| 2005/06 | Damien Kinloch     | Polpharma                        | 10,85 |
| 2006/07 | Sani Ibrahim       | Znicz Jarosław/Unia Tarnów       | 9,15  |
| 2007/08 | Chris Daniels      | Kotwica Kołobrzeg                | 9,26  |
| 2008/09 | Kyle Landry        | POLOmarket Sportino Inowrocław   | 10,32 |
| 2009/10 | Darrell Harris     | Kotwica Kołobrzeg                | 11,52 |
| 2010/11 | Darrell Harris (2) | Kotwica Kołobrzeg                | 11,43 |
| 2011/12 | Darrell Harris (3) | Kotwica Kołobrzeg                | 11,54 |
| 2012/13 | Nicchaeus Doaks    | Siarka Tarnobrzeg                | 8,73  |
| 2013/14 | Kevin Johnson      | Polpharma                        | 11    |
| 2014/15 | Ovidijus Galdikas  | Asseco Gdynia                    | 10,54 |
| 2015/16 | Kirk Archibeque    | PGE Turów Zgorzelec              | 9,83  |
| 2016/17 | Shawn King         | BM Slam Stal Ostrów Wielkopolski | 11,19 |
| 2017/18 | D.J. Shelton       | MKS Dąbrowa Górnicza             | 10,06 |
| 2018/19 | Shawn King         | BM Slam Stal Ostrów Wielkopolski | 11,1  |

| Sezon   | Zawodnik           | Zespół                           | Zbiórki |
| ------- | ------------------ | -------------------------------- | ------- |
| 2003/04 | Alex Austin        | Noteć Inowrocław                 | 195     |
| 2004/05 | Michael Ansley     | Unia Tarnów                      | 162     |
| 2005/06 | Damien Kinloch     | Polpharma                        | 282     |
| 2006/07 | Sani Ibrahim       | Znicz Jarosław/Unia Tarnów       | 238     |
| 2007/08 | Hernol Hall        | Polpharma Starogard Gdański      | 215     |
| 2008/09 | Kyle Landry        | POLOmarket Sportino Inowrocław   | 258     |
| 2009/10 | Darrell Harris     | Kotwica Kołobrzeg                | 288     |
| 2010/11 | Darrell Harris (2) | Kotwica Kołobrzeg                | 240     |
| 2011/12 | Darrell Harris (3) | Kotwica Kołobrzeg                | 277     |
| 2012/13 | Ben McCauley       | Polpharma Starogard Gdański      | 168     |
| 2013/14 | Kirk Archibeque    | Rosa Radom                       | 183     |
| 2014/15 | Kevin Johnson      | Polfarmex Kutno                  | 308     |
| 2015/16 | Michael Fraser     | Polfarmex Kutno                  | 308     |
| 2016/17 | Shawn King         | BM Slam Stal Ostrów Wielkopolski | 291     |
| 2017/18 | D.J. Shelton       | MKS Dąbrowa Górnicza             | 312     |
| 2018/19 | Shawn King         | BM Slam Stal Ostrów Wielkopolski | 333     |

## Liderzy play-off PLK w zbiórkach
| Sezon   | Zawodnik            | Zespół                      | Śr.  |
| ------- | ------------------- | --------------------------- | ---- |
| 2003/04 | Soumaila Samake     | Noteć Inowrocław            | 9,67 |
| 2004/05 | Kevin Fletcher      | Astoria Bydgoszcz           | 9,57 |
| 2005/06 | Michael Ansley      | Stal/Turów                  | 9,33 |
| 2006/07 | Hernol Hall         | Polpak Świecie              | 7    |
| 2006/07 | Kristijan Ercegović | Polpharma                   | 7    |
| 2007/08 | Chris Daniels       | Kotwica Kołobrzeg           | 11   |
| 2008/09 | Eric Coleman        | Polpharma Starogard Gdański | 9,75 |
| 2009/10 | Konrad Wysocki      | PGE Turów Zgorzelec         | 10,5 |
| 2010/11 | Paul Miller         | Anwil Włocławek             | 8    |
| 2011/12 | Kirk Archibeque     | ŁKS/Stelmet                 | 9,2  |

| Sezon   | Zawodnik         | Zespół              | Zbiórki |
| ------- | ---------------- | ------------------- | ------- |
| 2003/04 | Tomas Masiulis   | Trefl Prokom Sopot  | 114     |
| 2004/05 | Dušan Jelić      | Anwil Włocławek     | 95      |
| 2005/06 | Jerome Beasley   | Polpak Świecie      | 74      |
| 2006/07 | Goran Jagodnik   | Anwil Włocławek     | 97      |
| 2007/08 | Filip Dylewicz   | Trefl Prokom Sopot  | 118     |
| 2008/09 | Qyntel Woods     | Trefl Prokom Sopot  | 111     |
| 2009/10 | Lawrence Kinnard | Trefl Sopot         | 94      |
| 2010/11 | Konrad Wysocki   | PGE Turów Zgorzelec | 130     |
| 2011/12 | John Turek       | Trefl Sopot         | 129     |